# Lászlófi
A Lászlófi vagy Lászlóffy régi magyar családnév. Apanév, melynek jelentése: ’László nevű személy fia’.

## Híres Lászlófi, Lászlóffy nevű személyek
- Lászlóffy Ilona (1927–2012) erdélyi pedagógus, pedagógiai szakíró
- Lászlóffy Aladár (1937–2009) erdélyi magyar költő, író, műfordító, szerkesztő
- Lászlóffy Csaba (1939–2015), erdélyi magyar költő író, műfordító, esszéista
- Lászlóffy Zsolt (1973–), erdélyi magyar zeneszerző, egyetemi oktató
- Lászlóffy Réka (1978–), erdélyi magyar zongorista, egyetemi oktató